# Exit-Scam
Ein Exit-Scam (dt. Ausstiegsbetrug) ist eine Art von Betrug, bei dem jemand im laufenden Betrieb Vorauszahlungen für zu liefernde Waren oder Dienstleistungen vereinnahmt, ohne die vereinbarte Gegenleistung zu erbringen und nach einiger Zeit mit den Kundengeldern untertaucht.
Wenn ein guter Ruf besteht, kann es einige Zeit dauern, bis bekannt wird, dass Bestellungen nicht versendet werden.
Bekannt geworden ist ein Exit-Scam im Darknet-Markt, bei dem die Täter auf der Plattform Wall Street Market Kundengelder in Form der Kryptowährung Bitcoin gesammelt und die Website anschließend abgeschaltet hatten. Die Schließung des Darknet-Markts Evolution wird als bis dahin größter Exit-Scam bezeichnet. Die Administratoren haben offenbar Bitcoins im Wert von umgerechnet 12 Millionen US-Dollar unterschlagen. Dies hatte zur Folge, dass der Bitcoin-Kurs zeitweise um mehr als 10 Prozent einbrach.
Die meisten Exit-Scams (auch bekannt als Rugpulls) sowie Ponzi-Schemen im Zusammenhang mit Kryptowährungen finden im Rahmen solcher ICOs statt. So geht beispielsweise ein Bericht der Satis Group davon aus, dass es sich bei 80 % aller 2017 stattgefundenen ICOs um Scams solcher Art gehandelt hat.
Eine Strafverfolgung ist aufgrund der Anonymität, die das Darknet bietet, erschwert. Der Schaden durch Exit-Scams wird für das Jahr 2019 auf über 4,3 Mrd. US-Dollar geschätzt.